# Représentations diplomatiques de Nauru

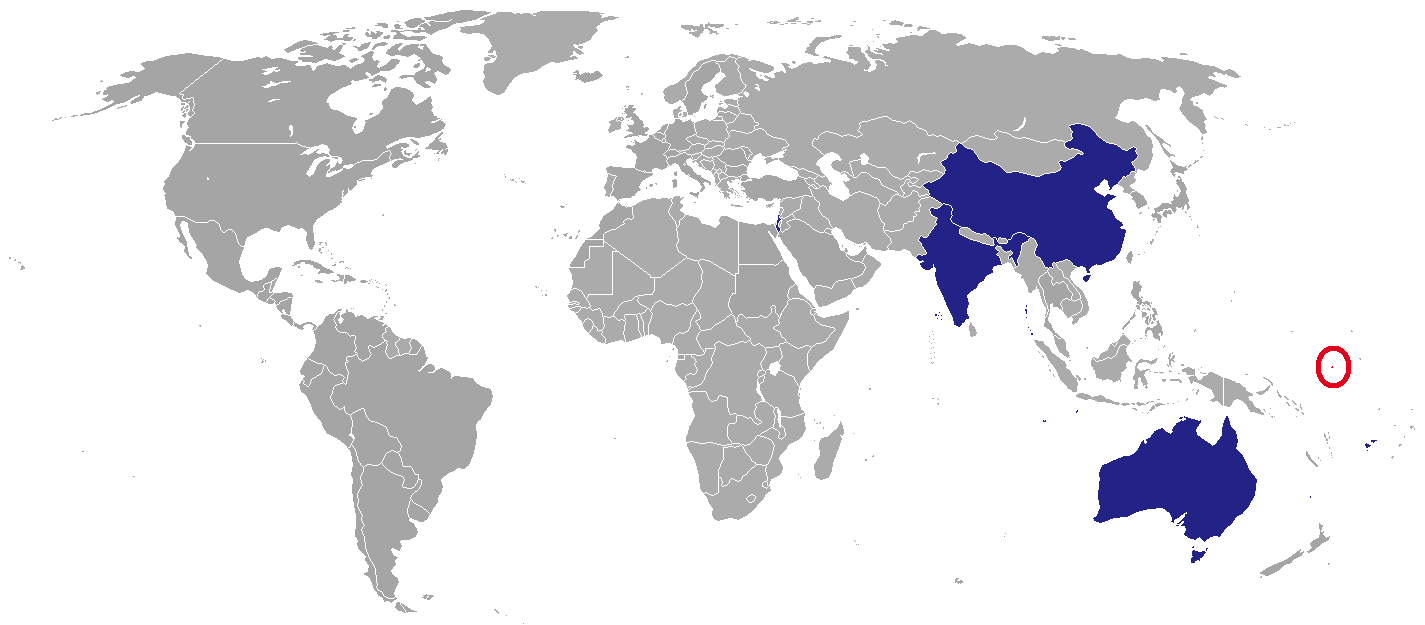
Représentations diplomatique de Nauru

Liste des représentations diplomatiques de Nauru.

## Asie
- Inde
  - New Delhi (haute commission)
- Thaïlande
  - Bangkok (consulat général)[1]

## Océanie
- Australie
  - Canberra (haute commission)
  - Brisbane (consulat général)
- Fidji
  - Suva (haute commission)

## Organisations multilatérales
- New York (mission permanente aux Nations unies)